# Валлоны
Валло́ны (фр. Wallons [walɔ̃] (слушать)о файле, валлон. Walons) — романоязычный народ в Бельгии, населяющий южные провинции страны.
Численность составляет около 3,5 млн человек. Общины валлонов есть также во Франции и США. Говорят на французском и валлонском языках. Основная религия — католицизм.

## История
Валлоны являются потомками романизированных белгов, испытавших на себе также и более позднее германское (франкское) влияние. Наиболее близким народом для современных валлонов являются французы. В XV—XIX веках большинство валлонов сознательно перешло на стандартный французский язык, ввиду его большего престижа, но сохранило при этом независимое культурное самосознание, обусловленное проживанием на территории другого государства. При непосредственном участии валлонов в столице Бельгии городе Брюсселе в XIX—XX веках сформировался ещё один франкоязычный субэтнос — брюссельцы.

## Культура
Валлоны довольно рано подверглись романизации, затем христианизации, а в Раннем Средневековье испытали на себе влияние культуры Каролингского Возрождения. В эпоху Развитого Средневековья в их регионе функционировали влиятельные католические монастыри, включая Клюнийские, ставшие центрами просвещения и книжности. Но в ходе объединения Французского королевства в XIII—XV вв. большинство образованных валлонов стали франкоговорящими и, в той или иной степени, утратили национальную культуру. На возрождение последней значительное влияние оказало создание в 1425 году Лёвенского, в 1817 году Льежского, а в 1834 году Брюссельского университетов.
Хотя самостоятельный валлонский язык оформился лишь в XVI столетии, валлонские корни можно найти у таких средневековых хронистов, как Сигеберт из Жамблу, Жильбер Монсский, Жиль Ле Мюизи, Жак де Гиз, Жан Фруассар, Жан де Ставло и Жан Молине. Валлонское происхождение имели учёные-историки Жан Лемер де Бельж и Анри Валлон, филолог Леон Варнан, французские композиторы Жиль Беншуа, Пьер де ла Рю, Орланди ди Лассо, Андре Гретри, Франк Сезар и Анри Пуссёр, бельгийский педагог-музыковед Адольф Сакс, нидерландский живописец Рогир ван дер Вейден и бельгийские художники Поль Дельво и Рене Магритт, бельгийские писатели Шарль де Костер и Жорж Сименон, французский поэт Анри Мишо, бельгийский изобретатель Зеноб Теофил Грамма и др.

### Комментарии
1. ↑  Перепись населения США не проводит различия между бельгийцами и валлонами, поэтому численность последних неизвестна. Валлоны также могут идентифицировать себя как французы, которых насчитывалось 8,2 миллиона.
2. ↑  Перепись населения Канады не проводит различия между бельгийцами и валлонами, поэтому численность последних неизвестна и не поддается определению. В 2011 году 176 615 респондентов указали бельгийское этническое происхождение; эта цифра определенно включает значительное число этнических фламандцев, которые также могут идентифицировать себя как бельгийцы, хотя перепись проводит различие между ними. Они также могут быть склонны идентифицировать себя как французов, которых насчитывалось 7 миллионов.